# Championnats d'Asie d'athlétisme en salle 2010
Navigation
Doha 2008 Hangzhou 2012
Les 4es Championnats d'Asie d'athlétisme en salle se sont déroulés à Téhéran, en Iran en 2010. 

## Résultats

### Hommes
| Event | Or                                                                      | Or            | Argent                                                  | Argent        | Bronze                                                                   | Bronze        |
| --- | ----------------------------------------------------------------------- | ------------- | ------------------------------------------------------- | ------------- | ------------------------------------------------------------------------ | ------------- |
| 60 m | Samuel Francis QAT                                                      | 6 s 58 CR     | Reza Ghasemi IRI                                        | 6 s 67        | Barakat al-Harthi Oman                                                   | 6 s 68        |
| 400 m | Bibin Mathew IND                                                        | 47 s 81 CR    | Reza Bouazar IRI                                        | 48 s 14       | Shahabeddin Tahmasebi IRI                                                | 48 s 15       |
| 800 m | Mohammad al-Azemi KUW                                                   | 1 min 53 s 22 | Musaeb Abdulrahman Balla QAT                            | 1 min 54 s 25 | Masato Yokota JPN                                                        | 1 min 54 s 71 |
| 1500 m | Abubaker Ali Kamal QAT                                                  | 3 min 51 s 78 | Mohammed al-Garni QAT                                   | 3 min 53 s 12 | Rouhollah Mohammadi IRI                                                  | 3 min 55 s 64 |
| 3000 m | James Kwalia QAT                                                        | 7 min 57 s 73 | Essa Ismail Rashed QAT                                  | 7 min 57 s 77 | Mohammad Khazaei IRI                                                     | 8 min 26 s 33 |
| 60 m haies | Jiang Fan CHN                                                           | 7 s 75 =CR    | Fawaz al-Shammari KUW                                   | 7 s 90        | Mohammad Goudarzi IRI                                                    | 7 s 95        |
| 4 × 400 m | IRI Shahabeddin Tahmasebi Reza Bouazar Mohsen Zarrin-Afzal Mehdi Zamani | 3 min 15 s 02 | IND Bibin Mathew Ajay Kumar Shake Mortaja V. B. Bineesh | 3 min 16 s 05 | KAZ Dmitriy Korabelnikov Sergey Zaikov Vyacheslav Muravyev Rinat Galiyev | 3 min 17 s 06 |
| Saut en hauteur | Mutaz Essa Barshim QAT                                                  | 2,20 m        | Keivan Ghanbarzadeh IRI                                 | 2,17 m        | Jean-Claude Rabbath LIB                                                  | 2,17 m        |
| Saut à la perche | Mohsen Rabbani IRI                                                      | 5,20 m        | Nikita Filippov KAZ                                     | 5,10 m        | Eshagh Ghaffari IRI                                                      | 4,90 m        |
| Saut en longueur | Rikiya Saruyama JPN                                                     | 7,65 m        | Zhuang Haitao CHN                                       | 7,58 m        | Mohammad Ibrar IND                                                       | 7,56 m        |
| Triple saut | Dong Bin CHN                                                            | 16,73 m CR    | Nobuaki Fujibayashi JPN                                 | 16,33 m       | Roman Valiyev KAZ                                                        | 16,25 m       |
| Lancer du poids | Satyender Singh IND                                                     | 19,17 m CR    | Mashari Mohammad KUW                                    | 18,78 m       | Hamid Reza Nodehi IRI                                                    | 18,58 m       |
| Heptathlon | Hadi Sepehrzad IRI                                                      | 5292 pts      | Abdoljalil Tomaj IRI                                    | 5054 pts      | P. J. Vinod IND                                                          | 4981 pts      |
| Records et Performances - AR : Record continental (area record) - CR : Record des championnats (championship record) - MR : Record du meeting (meet record) - NR : Record national (national record) - OR : Record olympique (olympic record) - PR : Record paralympique (paralympic record) - PB : Record personnel (personal best) - SB : Meilleure performance personnelle de la saison (season's best) - WL : Meilleure performance mondiale de l'année (world leader) - WJR : Record du monde junior (world junior record) - WR : Record du monde (world record) Circonstances et Conditions - DNF : N'a pas terminé (did not finish) - DNS : N'a pas pris le départ (did not start) - DQ : Disqualification (disqualification) - NM : Aucun essai valable enregistré (No Mark) - Q : Qualifié « directement » au prochain tour (ou à la prochaine compétition), lors d'une compétition majeure, grâce au classement ou à la réalisation des minima (automatic qualifier) - q : Qualifié au prochain tour (ou à la prochaine compétition), lors d'une compétition majeure, grâce au repêchage ou à la réalisation de l'une des meilleures performances parmi celles des « non qualifiés directement » (grâce au meilleur temps ou à la meilleure distance par exemple) (secondary qualifier) |                                                                         |               |                                                         |               |                                                                          |               |

### Femmes
| Event | Or                                                              | Or            | Argent                                                              | Argent         | Bronze                                                           | Bronze         |
| --- | --------------------------------------------------------------- | ------------- | ------------------------------------------------------------------- | -------------- | ---------------------------------------------------------------- | -------------- |
| 60 m | Jiang Lan CHN                                                   | 7 s 51        | Han Ling CHN                                                        | 7 s 55         | Olga Bludova KAZ                                                 | 7 s 57         |
| 400 m | Marina Maslyonko KAZ                                            | 53 s 89       | Jauna Murmu IND                                                     | 54 s 56        | Yelena Dombrovskaya KAZ                                          | 55 s 47        |
| 800 m | Truong Thanh Hang VIE                                           | 2 min 12 s 75 | Tatyana Borisova KGZ                                                | 2 min 14 s 60  | Mina Pourseifi IRI                                               | 2 min 15 s 87  |
| 1500 m | Viktoriia Poliudina KGZ                                         | 4 min 29 s 65 | Tatyana Borisova KGZ                                                | 4 min 32 s 06  | Leila Ebrahimi IRI                                               | 4 min 36 s 26  |
| 3000 m | Viktoriia Poliudina KGZ                                         | 9 min 39 s 35 | Leila Ebrahimi IRI                                                  | 10 min 05 s 42 | Mahboubeh Ghayour IRI                                            | 10 min 29 s 31 |
| 60 m haies | Wong Wing Sum HKG                                               | 8 s 79        | Somayyeh Mehrban IRI                                                | 9 s 41         | Elnaz Kompani IRI                                                | 9 s 49         |
| 4 × 400 m | IND Priyanka Pawar Jauna Murmu A. C. Ashwini Karnatapu Sowjanya | 3 min 43 s 83 | KAZ Yelena Dombrovskaya Marina Maslyonko Oksana Verner Olga Bludova | 3 min 44 s 20  | IRI Mina Pourseifi Maryam Tousi Soulmaz Azimian Soudabeh Sobhani | 4 min 00 s 03  |
| Saut en hauteur | Marina Aitova KAZ                                               | 1,93 m =CR    | Anna Ustinova KAZ                                                   | 1,86 m         | Qiao Yanrui CHN                                                  | 1,83 m         |
| Saut en hauteur | Marina Aitova KAZ                                               | 1,93 m =CR    | Anna Ustinova KAZ                                                   | 1,86 m         | Duong Thi Viet Anh VIE                                           | 1,83 m         |
| Saut à la perche | Roslinda Samsu MAS                                              | 4,00 m        | Tatyana Turkova KAZ                                                 | 3,70 m         | Médaille non attribuée                                           |                |
| Saut en longueur | Lyudmila Grankovskaya KAZ                                       | 5,98 m        | Chen Yaling CHN                                                     | 5,95 m         | Reshmi Bose IND                                                  | 5,93 m         |
| Triple saut | Liu Yanan CHN                                                   | 13,66 m       | Lyudmila Grankovskaya KAZ                                           | 12,95 m        | Tatyana Konysheva KAZ                                            | 12,82 m        |
| Lancer du poids | Leila Rajabi IRI                                                | 17,32 m       | Meng Qianqian CHN                                                   | 17,03 m        | Ma Qiao CHN                                                      | 16,97 m        |
| Pentathlon | Zahra Nabizadeh IRI                                             | 2691 pts      | Bahar Khasrou IRQ                                                   | 2682 pts       | Farzaneh Mashayekhi IRI                                          | 2541 pts       |
| Records et Performances - AR : Record continental (area record) - CR : Record des championnats (championship record) - MR : Record du meeting (meet record) - NR : Record national (national record) - OR : Record olympique (olympic record) - PR : Record paralympique (paralympic record) - PB : Record personnel (personal best) - SB : Meilleure performance personnelle de la saison (season's best) - WL : Meilleure performance mondiale de l'année (world leader) - WJR : Record du monde junior (world junior record) - WR : Record du monde (world record) Circonstances et Conditions - DNF : N'a pas terminé (did not finish) - DNS : N'a pas pris le départ (did not start) - DQ : Disqualification (disqualification) - NM : Aucun essai valable enregistré (No Mark) - Q : Qualifié « directement » au prochain tour (ou à la prochaine compétition), lors d'une compétition majeure, grâce au classement ou à la réalisation des minima (automatic qualifier) - q : Qualifié au prochain tour (ou à la prochaine compétition), lors d'une compétition majeure, grâce au repêchage ou à la réalisation de l'une des meilleures performances parmi celles des « non qualifiés directement » (grâce au meilleur temps ou à la meilleure distance par exemple) (secondary qualifier) |                                                                 |               |                                                                     |                |                                                                  |                |

## Tableau des médailles
| Rang  | Nation | Or | Argent | Bronze | Total |
| ----- | ------ | -- | ------ | ------ | ----- |
| 1     | IRI    | 5  | 6      | 12     | 23    |
| 2     | CHN    | 4  | 4      | 2      | 10    |
| 3     | QAT    | 4  | 3      | 0      | 7     |
| 4     | IND    | 3  | 2      | 3      | 8     |
| 5     | KAZ    | 3  | 5      | 5      | 13    |
| 6     | KGZ    | 2  | 2      | 0      | 4     |
| 7     | KUW    | 1  | 2      | 0      | 3     |
| 8     | JPN    | 1  | 1      | 1      | 3     |
| 9     | VIE    | 1  | 0      | 1      | 2     |
| 10    | HKG    | 1  | 0      | 0      | 1     |
| 10    | MAS    | 1  | 0      | 0      | 1     |
| 12    | IRQ    | 0  | 1      | 0      | 1     |
| 13    | LIB    | 0  | 0      | 1      | 1     |
| 13    | Oman   | 0  | 0      | 1      | 1     |
| Total | Total  | 26 | 26     | 26     | 78    |